# Geschichte des Kantons St. Gallen
Die Geschichte des Kantons St. Gallen umfasst die Entwicklungen auf dem Gebiet des schweizerischen Kantons St. Gallen von der Urgeschichte bis zur Gegenwart.
Der Kanton St. Gallen in seiner heutigen Form wurde am 19. Februar 1803 durch die Mediationsakte neu gebildet. An diesem Tag verfügte Napoléon Bonaparte mit der Mediationsakte die Gründung des Kantons in der Form, wie er von Karl Müller-Friedberg, dem «Gründervater» des Kantons, vorgeschlagen worden war. 

## Die Entstehung des Kantons 1798–1803

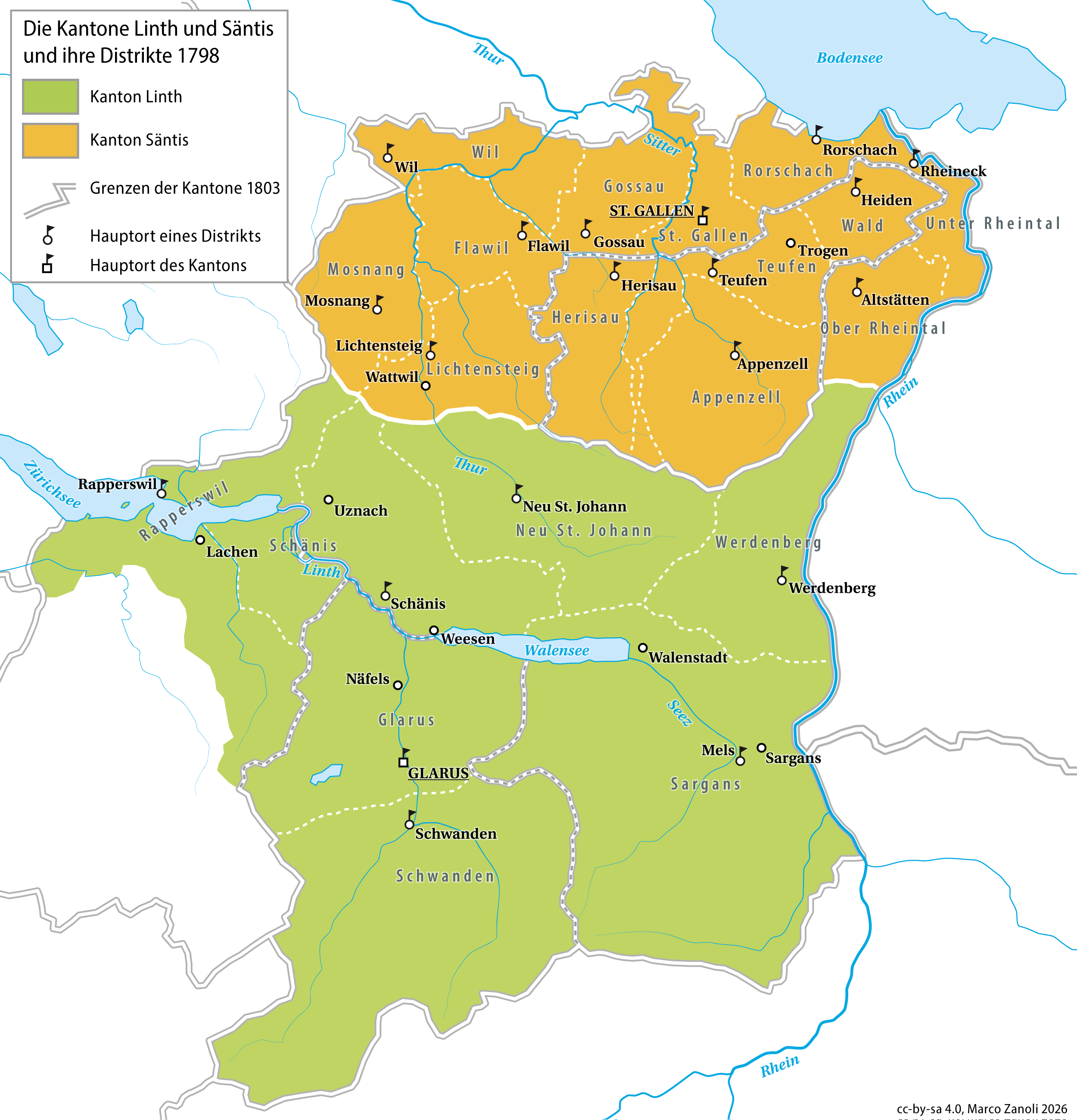
Die Kantone Linth und Säntis der Helvetischen Republik, 1798

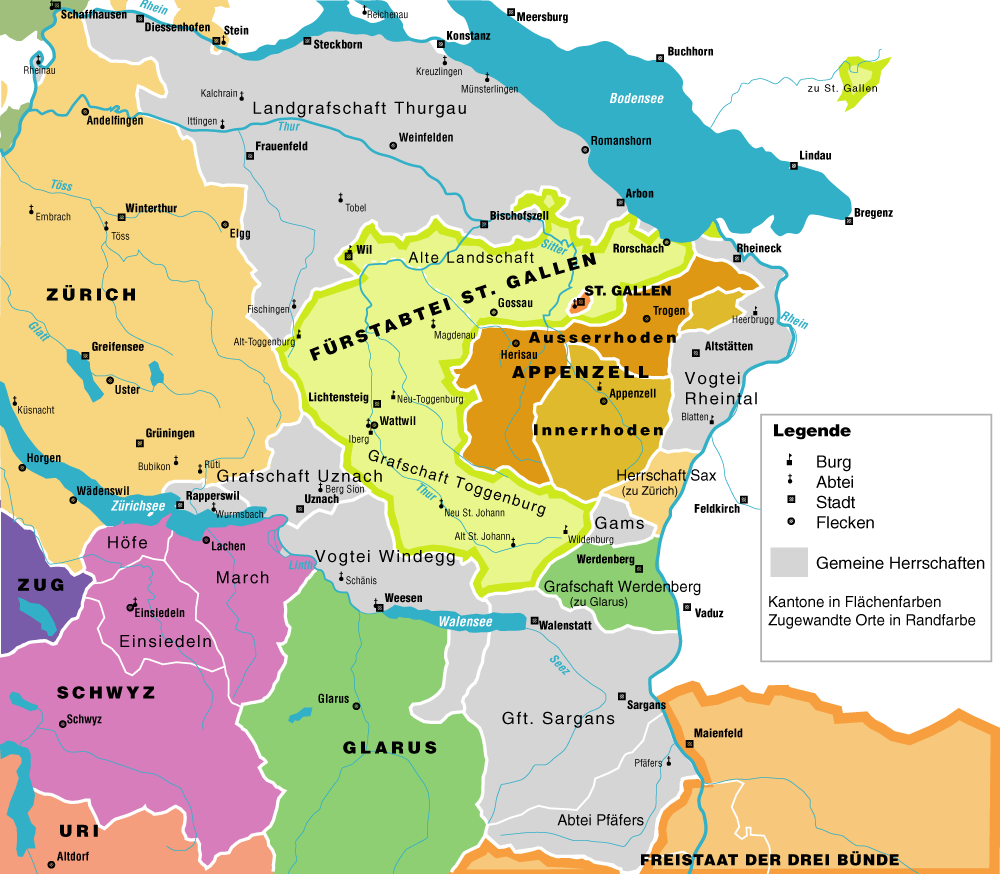
Die «Alte Ordnung» in der Ostschweiz bis 1798

Der Kanton St. Gallen ist kein historisch gewachsenes Staatsgebilde, sondern wurde «am Kartentisch» von Diplomaten zusammengestellt. Dem Kanton St. Gallen wurde im Wesentlichen das Gebiet zugeteilt, das von den Kantonen Säntis und Lindth übrig blieb, nachdem die Kantone Appenzell Innerrhoden, Appenzell Ausserrhoden und Glarus wieder selbstständig wurden. Die Teile waren entsprechend unterschiedlich. Weder kulturell noch wirtschaftlich oder konfessionell bildete das Gebiet eine Einheit. Auch fehlte ein politischer Mittelpunkt, wenn auch klar der ehemalige Klosterstaat mit dem Zentrum St. Gallen eine Art Kerngebiet darstellte.
Einzige Gemeinsamkeit aller Gebiete war der Wille zu Freiheit und Selbständigkeit, der sich 1798 beim Einfall der Franzosen in die Alte Eidgenossenschaft dadurch geäussert hatte, dass in allen Gebieten eigenständige Republiken ausgerufen wurden. Die älteste Freiheitsbewegung wies dabei die Alte Landschaft zwischen Wil und St. Gallen auf, die dem Fürstabt bereits 1795 weitgehende Freiheiten abgetrotzt hatte. Aus diesem Grund fiel dieser Landschaft symbolisch und politisch grosses Gewicht zu.
Durch die zentralistische Helvetische Verfassung von 1798 wurden diese Republiken zusammen mit Appenzell, Glarus und der schwyzerischen March in die neu geschaffenen Verwaltungskantone Säntis und Linth eingegliedert, blieben aber innerhalb der Helvetischen Republik Teil der Schweiz. Zwischen 1799 und 1802, während der Koalitionskriege, teilten die beiden Kantone das Schicksal der Schweiz mit wiederholten Ein- und Durchmärschen der Franzosen, Österreicher und Russen, die Not und Zerstörung über das Land brachten. Daneben bekämpften sich verschiedene einheimische Parteien: Einerseits die Föderalisten und Unitarier, die die neue Ordnung befürworteten, sich jedoch nicht einig waren, ob die Schweiz ein Zentralstaat oder ein Bundesstaat sein sollte. Andererseits die Anhänger der alten Ordnung, dem sogenannten Ancien Régime, die wie der letzte Fürstabt von St. Gallen, eine Rückkehr zu den Zuständen von vor 1798 zu erreichen wünschten.
Am 19. Februar 1803 entschied Napoléon Bonaparte über eine Neuordnung der Schweiz im Sinne der Föderalisten, indem er in der sogenannten Mediationsakte die territoriale wie verfassungsmässige Ordnung der Schweiz und ihrer Kantone verfügte. Die Neuordnung der Ostschweiz war dabei an der helvetischen Consulta, der Beratung der helvetischen Abgesandten mit Napoleon in Paris, eines der heissesten Eisen. Dank seiner guten Kontakte zu französischen Diplomaten setzte sich der helvetische Abgeordnete Karl von Müller-Friedberg durch, der die Wiederherstellung von Appenzell, Glarus und Schwyz in den alten Grenzen und die Bildung des heutigen Kantons St. Gallen erreichen wollte. Daneben hatte es auch andere Vorschläge gegeben, insbesondere eine Verschmelzung der ehemaligen Fürstabtei inklusive Toggenburg und Rheintal mit Appenzell, bzw. eine Angliederung von Sargans, Uznach und Gaster an Glarus.
Karl Müller-Friedberg (1755–1836) stammte aus dem Kanton Glarus, allerdings war bereits sein Vater als Premierminister in den Diensten des Fürstabtes von St. Gallen gestanden und geadelt worden. Als letzter fürstäbtischer Vogt des Toggenburgs hatte er dieses 1798 in die Freiheit entlassen und war in der Ära der Helvetischen Republik in die nationale Politik eingestiegen. Die Krönung seiner Laufbahn war das Amt des ersten Landammanns des Kantons St. Gallen 1815.
Das Gebiet des Kantons entstand aus der Verschmelzung derjenigen Gebiete, welche nach der Wiederherstellung von Glarus, Schwyz und Appenzell von den helvetischen Kantonen Linth und Säntis übrig geblieben waren. Diese «Konkursmasse» bestand aus den folgenden Gebieten, die vor 1798 keine Einheit gebildet hatten:
- Die sogenannte «Alte Landschaft», zwischen Wil und Rorschach, die bis 1798 Kerngebiet des Klosterstaates der Fürstabtei St. Gallen war. Die Abtei war seit 1451 ein Zugewandter Ort der alten Eidgenossenschaft.
- Die Grafschaft Toggenburg wurde zwischen 1468 und 1798 von den Fürstäbten von St. Gallen als eine Art konstitutioneller Monarchie regiert.
- Die selbständige Stadtrepublik St. Gallen, seit 1454 ein Zugewandter Ort der Eidgenossenschaft.
- Die Stadt Rapperswil SG, seit 1712 ein Protektorat der eidgenössischen Orte Zürich, Bern und Glarus.

Die Untertanenlande bzw. Gemeinen Herrschaften verschiedener eidgenössischer Orte:
- Die Grafschaft Sargans und die Herrschaft Freudenberg (Abtei Pfäfers), seit 1483 eine Gemeine Herrschaft der acht Orte.
- Die Vogtei Rheintal, eine Gemeine Herrschaft unter acht Orten und dem Fürstabt von St. Gallen.
- Die Grafschaft Uznach, seit 1437 eine Gemeine Herrschaft der Orte Schwyz und Glarus.
- Die Vogtei Windegg/Gaster, seit 1438 Gemeine Herrschaft der Orte Schwyz und Glarus; ab 1497 inklusive Gams (Hohensax) im Rheintal.
- Die Grafschaft Werdenberg, seit 1517 ein Untertanengebiet des Kantons Glarus.
- Die Freiherrschaft Sax-Forstegg, seit 1615 ein Untertanengebiet des Kantons Zürich.

## Médiation und Restauration 1803–1831

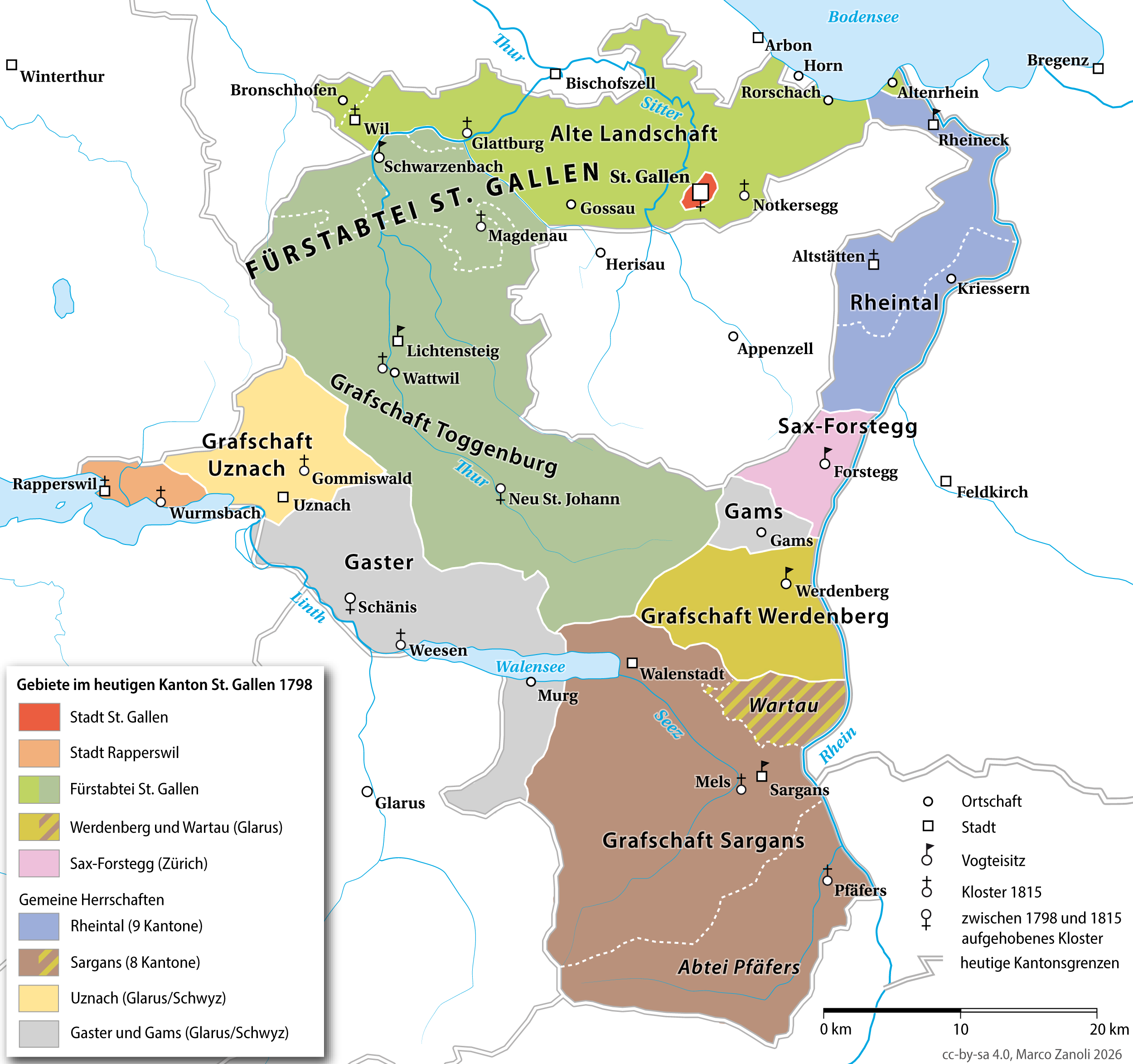
Die Bestandteile des Kantons St. Gallen

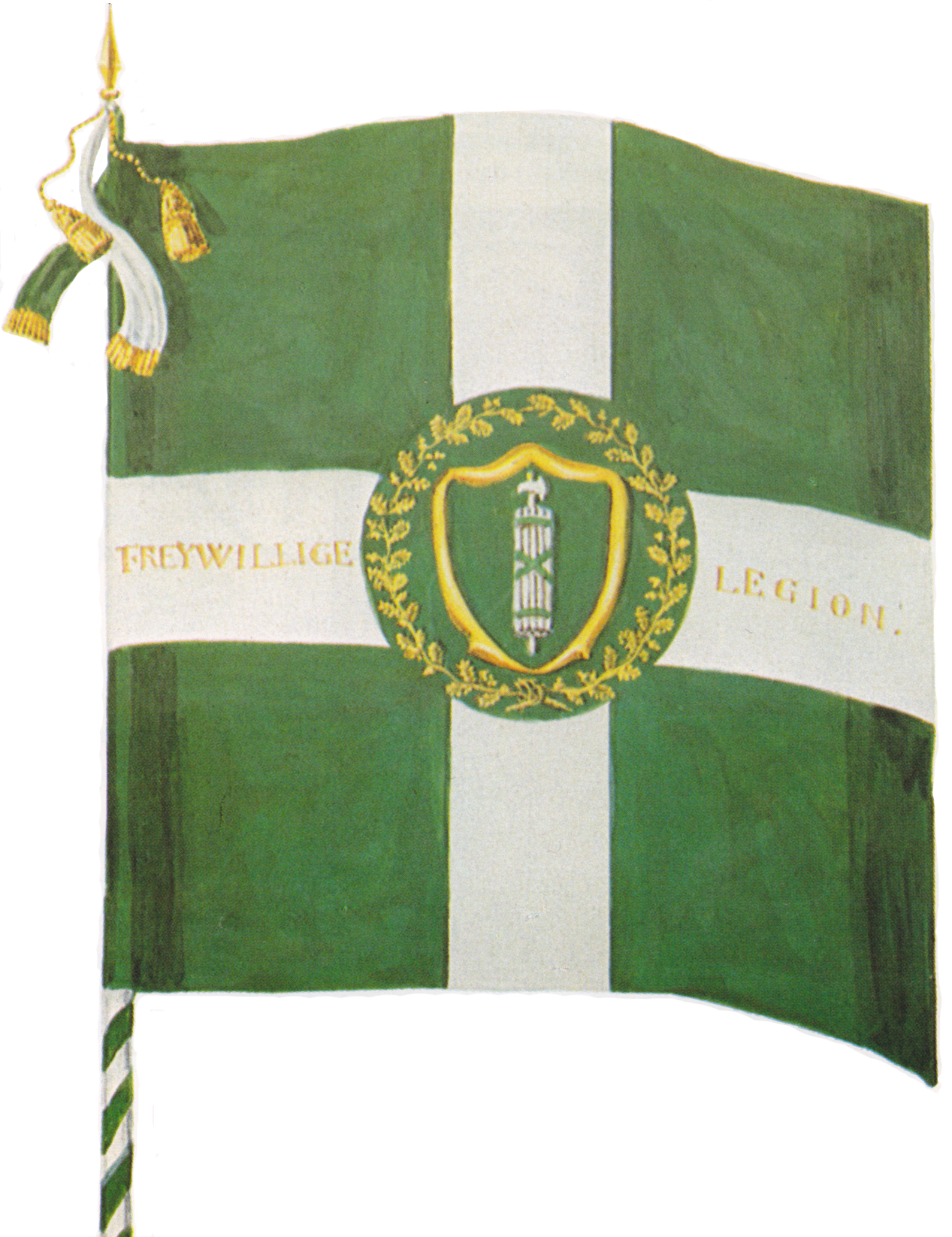
Fahne der Freiwilligen Legion des Kantons St. Gallen 1804 mit dem neuen Kantonswappen im Zentrum

Die Verfassung des Kantons St. Gallen ist im 9. Kapitel der französischen Mediationsakte enthalten. Sie stimmt bis in manche Einzelheiten mit derjenigen des Kantons Aargau überein, dessen Situation mit derjenigen St. Gallens weitgehend vergleichbar war. Der Kanton wurde in 8 Bezirke unterteilt:
- St. Gallen
- Rorschach
- Gossau
- Obertoggenburg
- Untertoggenburg
- Rheintal
- Sargans
- Uznach

Die Bezirke zerfielen ihrerseits in 44 Kreise. Die Legislative bildete der Grosse Rat, bestehend aus 150 Mitgliedern. Dieser bestellte aus seiner Mitte die Exekutive, den neunköpfigen Kleinen Rat, dem die Ernennung wichtiger Beamter und das alleinige Vorschlagsrecht für Gesetze zustand. Der Kleine Rat war bis 1831 die führende kantonale Behörde. Die richterliche Gewalt lag bei den acht Bezirksgerichten, einem Kriminalgericht und einem letztinstanzlichen Appellationsgericht.

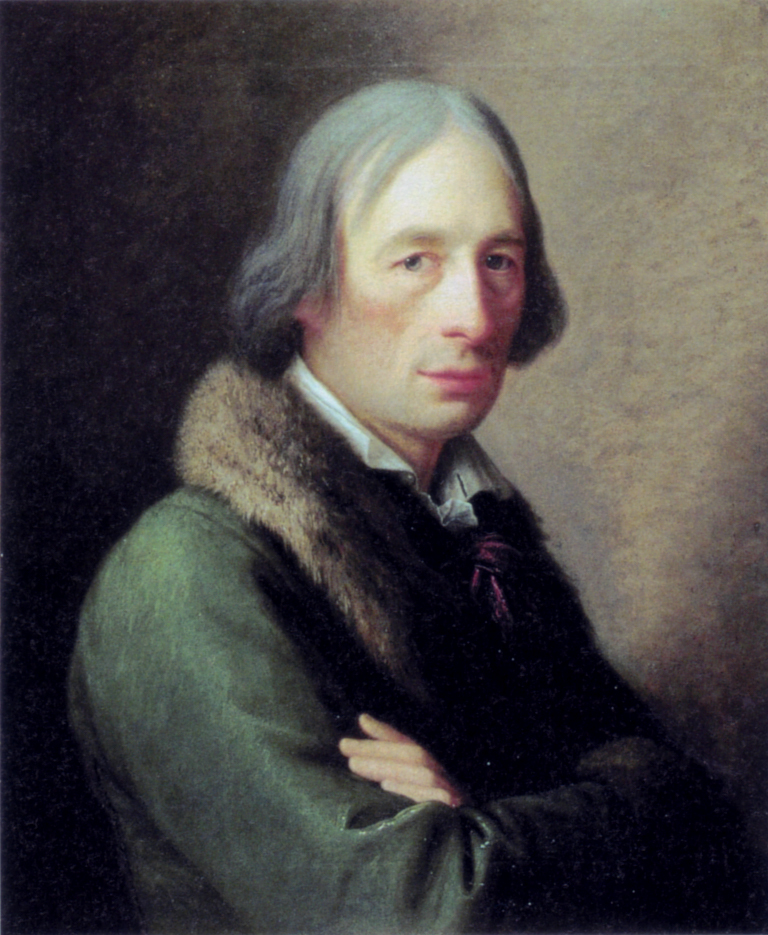
Karl Müller von Friedberg auf einem Porträt von Felix Maria Diogg, 1802

Am 15. Februar 1803 hatte Napoleon den in Paris abgeordneten Parteien (u. a. in Anwesenheit von Karl Müller-Freidberg) die Mediationsakte zur Neubildung des Kantons übergeben. Am 15. März 1803 traten die helvetischen Behörden der Kantone Säntis und Linth zurück, und am 15. April versammelte sich zum ersten Mal der Grosse Rat. Eines der grössten Probleme des jungen Staatswesens bildete die Erledigung der Ansprüche des ehemaligen Fürstabtes von St. Gallen, Pankraz Vorster, an das Territorium wie an das Vermögen und den Landbesitz des Kantons. Der Abt stützte sich dabei auf die Mediationsakte, nach welcher die Klöster wiederhergestellt werden sollten. Es war jedoch klar, dass eine Existenz des Kantons St. Gallen neben einem völlig wiederhergestellten Kloster St. Gallen – selbst wenn dieses ohne Landeshoheit blieb – nicht denkbar war. Jeglicher Kompromiss wurde durch die harte Haltung des im Exil lebenden ehemaligen Abtes verunmöglicht. So entschied 1805 Napoleon definitiv zugunsten des Kantons.
Die traditionsreiche Abtei wurde als aufgehoben betrachtet und das Stiftsvermögen durch ein Gesetz vom 8. Mai 1805 liquidiert. Darin wurden Staatsgut und katholisches Gut ausgeschieden.
Damit erhielt der Kanton auch die beiden letzten Herrschaftsgebiete der Abtei, Ebringen und Norsingen bei Freiburg im Breisgau, als Territorium. Die beiden weitab vom Kanton gelegenen Exklaven wurden bereits 1806 für 140.000 Gulden an das Grossherzogtum Baden veräussert.
Das als katholisches Gut definierte Stiftsvermögen blieb katholischen religiösen und sozialen Zwecken erhalten und wurde einer katholischen Pflegschaft übergeben, bis es 1813 in die Hände des zur Regelung aller katholischen Angelegenheiten errichteten Katholischen Konfessionsteils des Kantons St. Gallen kam. Diese konfessionelle Körperschaft öffentlichen Rechts mit ihren grossen Kompetenzen und reichen Geldmitteln aus der Klosterliquidation wurde bald eine eigentliche Nebenregierung im Kanton. Überhaupt begannen bald die konfessionellen Gegensätze wieder aufzubrechen, was sich insbesondere auch im Streit um das Erziehungswesen zeigte, welches schliesslich konfessionell getrennt organisiert werden musste.
Die Niederlage Frankreichs 1813/14 brachte die Existenz des Kantons St. Gallen ernsthaft in Gefahr. In verschiedenen Regionen des Kantons kam es zur Betonung einer Volksvertretung in der Verfassung, was nicht gelang. Durch den Verfassungskampf motiviert sah der junge Kanton sich in seiner Gesamtheit bedroht, das Sarganserland beispielsweise wollte sich neu mit Glarus oder Graubünden verbinden. Während 1814 nach der Aufhebung der Mediationsverfassung die lange Tagsatzung in Zürich einen neuen eidgenössischen Bund vorbereitete, kam es also im Kanton. St. Gallen zu einer bedenklichen politischen Krise. Nur durch das von Müller-Friedberg veranlasste Veto der alliierten Mächte und die dadurch bewirkte Intervention eidgenössischer Truppen konnte der Bestand des Kantons gerettet werden. Das Sarganserland wurde mehr als hundert Tage hart militärisch besetzt, die Beteiligten in einem willkürlichen Prozess verurteilt.
Am 31. August 1814 nahm der Grosse Rat (Kantonsrat) die zweite Kantonsverfassung an, die entsprechend dem allgemeinen Zeitgeist viel autoritärer, undemokratischer und zentralistischer war als die bisherige. Auch zeigte sie deutlich die beginnende Konfessionalisierung der Politik: Von nun an wählte man je einen protestantischen und einen katholischen Landammann an die Spitze der Regierung. Auch der Grosse Rat spaltete sich in zwei konfessionell getrennte Kollegien. Alle politischen Behörden wurden paritätisch, d. h. zu gleichen Teilen aus beiden Konfessionen, bestellt. Die Periode der Restauration war im Kanton St. Gallen durch den autoritären Führungsstil Müller-Friedbergs gezeichnet. Die nicht berücksichtigte Forderung der liberalen und demokratischen Opposition nach mehr Volksrechten blieb aber ein Problem, das letztlich zu seinem Sturz führte.

## Regeneration und Sonderbund 1830–1861
Nach der französischen Julirevolution 1830 brachen die Spannungen verstärkt auf, weshalb der Grosse Rat beschloss, die Verfassung zu überarbeiten. Grosse Volksversammlungen in Altstätten, Wattwil und St. Gallenkappel erzwangen die Volkswahl eines Verfassungsrates, der im Frühjahr 1831 die dritte Kantonsverfassung ausarbeitete. Im März 1831 wurde diese vom Volk angenommen, wenn auch begleitet von Tumulten und Unregelmässigkeiten. Nach dem Prinzip «wer schweigt, scheint zuzustimmen» wurden Nichtstimmende als Annehmende gewertet.
Die neue, vom Rheintaler Gallus Jakob Baumgartner redigierte Verfassung legte die Volkssouveränität und die allgemeinen bürgerlichen Rechte nach liberalen-demokratischer Weise fest. Dank der Bemühungen des Verfassungsrates Franz Anton Good wurde St. Gallen der erste Kanton, der ein Vetorecht für das Volk in der Verfassung vorsah. Damit wurde er 1830 für die anderen liberal «regenerierten» Kantone zum Vorbild. Nicht erreicht werden konnte hingegen die Überwindung der konfessionellen Spaltung in Verwaltung und Schule. Für die Besetzung aller Ämter wurde sogar die Berücksichtigung der konfessionellen Kräfteverhältnisse vorgeschrieben. Karl Müller-Friedberg wurde nicht mehr für die Wahl in den Kleinen Rat (Regierung) vorgeschlagen, weshalb er sich beleidigt nach Konstanz zurückzog, wo er 1836 verstarb.

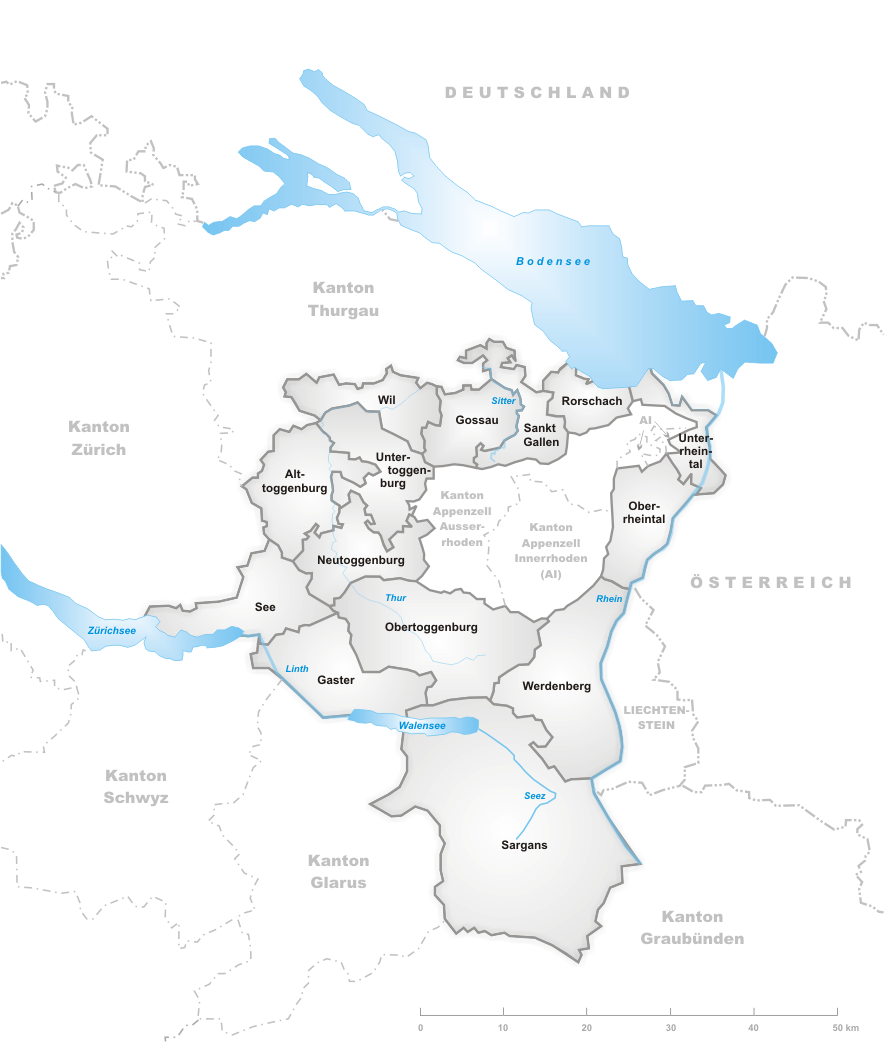
Karte der Bezirke des Kantons St. Gallen 1831–2003

Anstelle der bisherigen 8 Bezirke traten deren 15:
- St. Gallen
- Tablat (1916 mit dem Bezirk St. Gallen verschmolzen)
- Rorschach
- Unterrheintal
- Oberrheintal
- Werdenberg
- Sargans
- Gaster
- Seebezirk
- Obertoggenburg
- Neutoggenburg
- Alttoggenburg
- Untertoggenburg
- Wil
- Gossau

Auf der Ebene der Exekutive musste der vormals fast allmächtige Kleine Rat seine Vormachtstellung an den Grossen Rat abtreten. Analog zur neuen Mitgliederzahl des Kleinen Rates wurden sieben Departemente der Kantonsverwaltung gebildet. An die Spitze der Regierung trat die liberale Galionsfigur Gallus Jakob Baumgartner, der aber nicht anders als Müller-Friedberg ein autokratisches Regime führte. An der eidgenössischen Tagsatzung sprach man sogar vom «Kanton Baumgartner». Für Jahre war der Kanton in der Hand der Liberalen, weshalb St. Gallen 1832 auch dem Siebnerkonkordat zum Schutz der liberal-regenerierten Verfassungen beitrat. Eine von Baumgartner entworfene liberale schweizerische Bundesverfassung scheiterte dann jedoch an der Uneinigkeit der Kantone, so dass die Schweiz auf nationaler Ebene noch bis 1847 auf eine liberale Erneuerung warten musste.
In den folgenden Jahren war für den Kanton St. Gallen die Errichtung eines eigenständigen Bistums St. Gallen die zentrale politische Frage. Nach 1815 hatte der Papst entgegen den St. Galler Wünschen das Kantonsgebiet einem Bischof in Personalunion mit dem Bistum Chur angegliedert. Nach dem Tod des Churer Bischofs Karl Rudolf von Buol-Schauenstein beschloss der Grosse Rat 1833, das Doppelbistum nicht länger anzuerkennen. Der Papst versuchte den Wünschen der St. Galler 1836 durch eine Aufhebung des Doppelbistums und die Einsetzung eines apostolischen Vikars für die Diözese St. Gallen nachzukommen. Allerdings brachen die Fronten zwischen der liberalen Kantonsregierung und der konservativ-katholischen Opposition 1838 wieder auf, als die Aufhebung und Liquidation des Klosters Pfäfers durch den Grossen Rat verfügt wurde. Die endgültige Regelung der Bistumsfrage mit dem Vatikan verzögerte sich noch bis 1845/47 (→ Bistum St. Gallen).

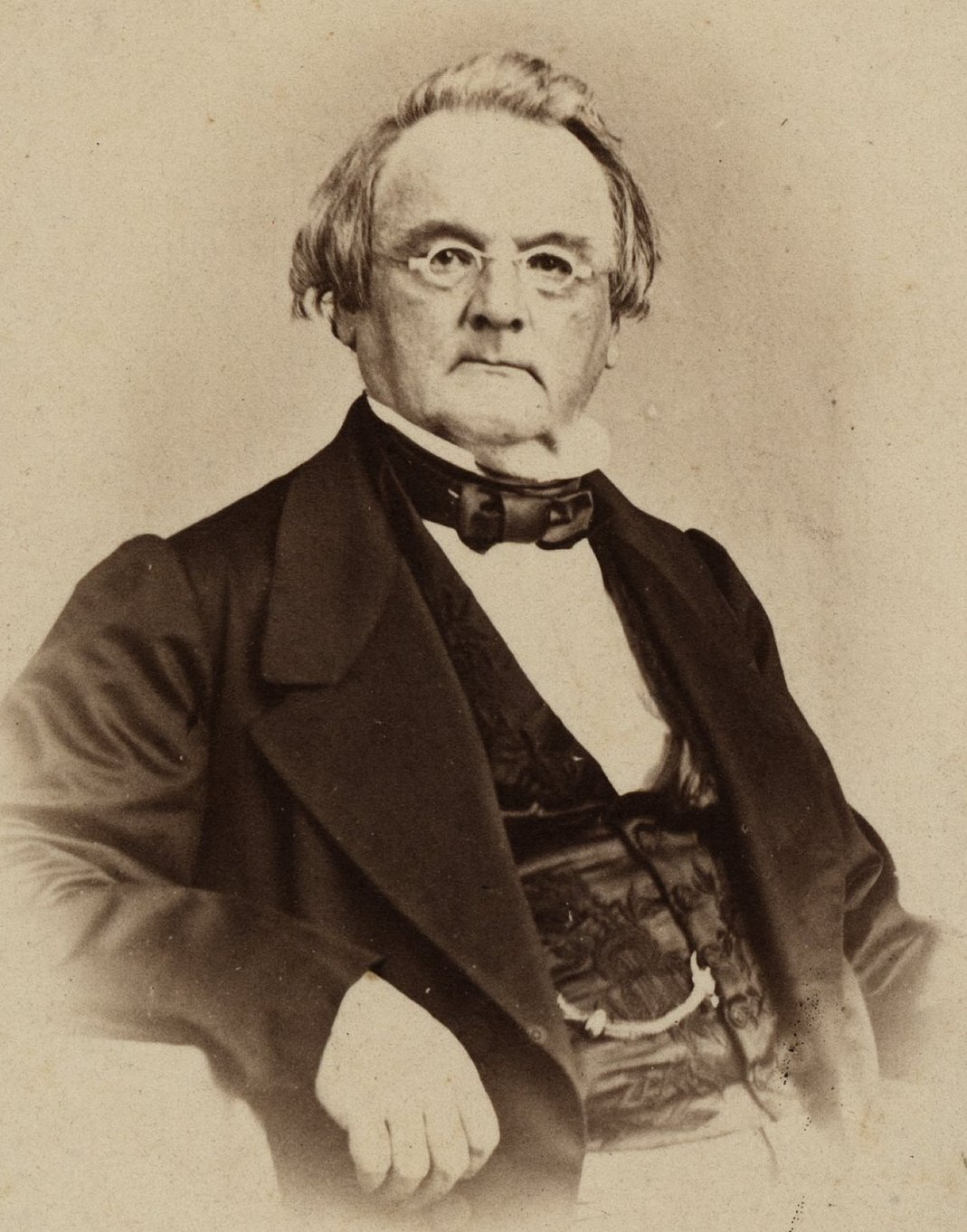
Wilhelm Matthias Naeff aus Altstätten war Mitglied in der Siebnergruppe, welche die Schweizer Bundesverfassung von 1848 ausarbeitete und 1848–1875 Mitglied des Bundesrates

Die st. gallische Politik wurde nach 1840 durch den völligen Wandel in der politischen Haltung ihres Landammanns Baumgartner bestimmt, der immer mehr ins konservative Lager schwenkte und schliesslich sogar – wie sein Vorgänger Müller-Friedberg – das Haupt der Konservativen wurde. Die liberal-radikale Seite wurde dadurch schwer getroffen, was sich im sog. Direktorialhandel 1840–1843 zeigte. Dabei ging es um die Verstaatlichung des kaufmännischen Direktoriums in St. Gallen. Im Gegensatz zu Baumgartner vertraten die jüngeren Führer der Liberalen die Ansicht, das Vermögen des Direktoriums, das zum Teil aus dem Postmonopol gewonnen worden war, sei öffentliches Gut und müsse vom Staat verwaltet werden. Nach heftigen Parteikämpfen wurde die Verstaatlichung im Sinne Baumgartners vom Grossen Rat abgelehnt.
Heftig mitgenommen wurde der entlang der Konfessions- und Parteigrenzen gespaltene Kanton St. Gallen durch die allgemeinen eidgenössischen Parteikonflikte, welche sich im Zuge der aargauischen Klösteraufhebungen ab 1841 ergaben. 1843 stimmte St. Gallen mit der Mehrheit der Tagsatzung, die mit der Wiederherstellung der vier Frauenklöster die ganze aargauische Klosterfrage als erledigt ansah. Als 1845 bei den Wahlen in den Grossen Rat ein Gleichgewicht der Liberalen und Konservativen resultierte, wuchs die Unruhe, insbesondere da 1846 die ganze Schweiz auf eine eindeutige Stellungnahme des «Schicksalskantons» St. Gallen wartete, um die Frage nach der erzwungenen Auflösung des katholisch-konservativen Sonderbundes zu entscheiden. Die Grossratswahlen von 1847 bekamen dadurch gesamtschweizerische Bedeutung, von ihrem Ausgang hing die Neugestaltung der Schweiz ab.
Der überraschende Wahlsieg der Liberalen im Bezirk Gaster brachte dann eine freisinnige Mehrheit im Grossen Rat zustande (77:73), was auch das Ende Baumgartners bedeutete. Der Rat sprach sich folglich gegen den Sonderbund aus und stimmte im Oktober 1847 nach heftigem Redekampf auch der militärischen Exekution zu. Beim Aufgebot zum Sonderbundskrieg gab es zwar Meutereien in katholischen Truppenteilen, die aber rasch überwunden wurden. Das St. Galler Kontingent von ca. 6000 Mann unter Oberst Dominik Gmür kam während der Kampfhandlungen in Meierskappel zum Einsatz, verlor jedoch keinen einzigen Mann. 1848 nahm St. Gallen mit 16 893 gegen 8072 Stimmen die neue Bundesverfassung der Eidgenossenschaft an und war im ersten Bundesrat durch Wilhelm Matthias Naeff vertreten.

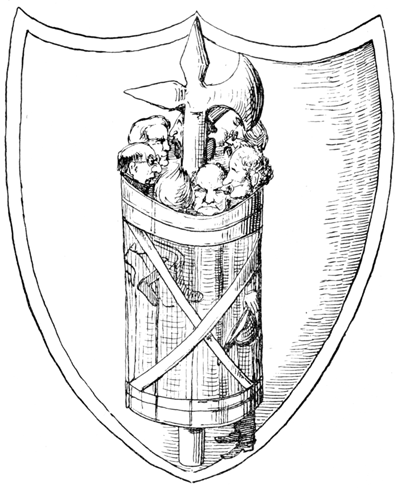
«Der Friede von St. Gallörien» 1861. Zeitgenössische Karikatur auf die politischen Verhältnisse im Kanton St. Gallen und die sog. «Friedensverfassung». In den Fasces eingewickelt damalige Politiker des Kantons.

Die kantonalen Parteikämpfe kamen durch die nationalen Umwälzungen nicht zum Erliegen. 1849–1851 wurde um eine Verfassungsrevision gekämpft und die Revision vom Volk zweimal abgelehnt. Als die Liberalen 1855 eine besonders starke Mehrheit im Grossen Rat erhielten, erzwangen sie durch Gesetz eine Stärkung der Staatsgewalt gegenüber den Konfessionen. Als indirekte Folge dieses Gesetzes kam 1856 die überkonfessionelle Vertrags-Kantonsschule in St. Gallen zustande. Das Jahr 1859 brachte zum ersten Mal seit 1831 eine konservative Mehrheit im Grossen Rat und ebenso in dem damals bestellten Verfassungsrat. Der konservative Verfassungsentwurf wurde aber 1860 vom Volk verworfen. Nach den Wahlen von 1861 verstärkte sich die konservative Mehrheit und es gingen Gerüchte über einen geplanten radikal-liberalen Putsch um. Auf Initiative ihres Mitglieds Arnold Otto Aepli (1816–1897) gelang es jedoch der Regierung, einen Vermittlungsvorschlag für eine Verfassungsrevision durchzubringen. Die Wahlen in den Verfassungsrat sollten nicht mehr nach Bezirksgemeinden, sondern nach politischen Gemeinden stattfinden, wodurch die vielerorts starken liberalen Minderheiten besser zur Geltung kommen würden. Der Verfassungsrat war dann auch wie erwartet liberal dominiert, schaffte es jedoch, eine Kompromiss-Verfassung auszuarbeiten.

## Der Kanton St. Gallen bis zum Ende der Weltkriege

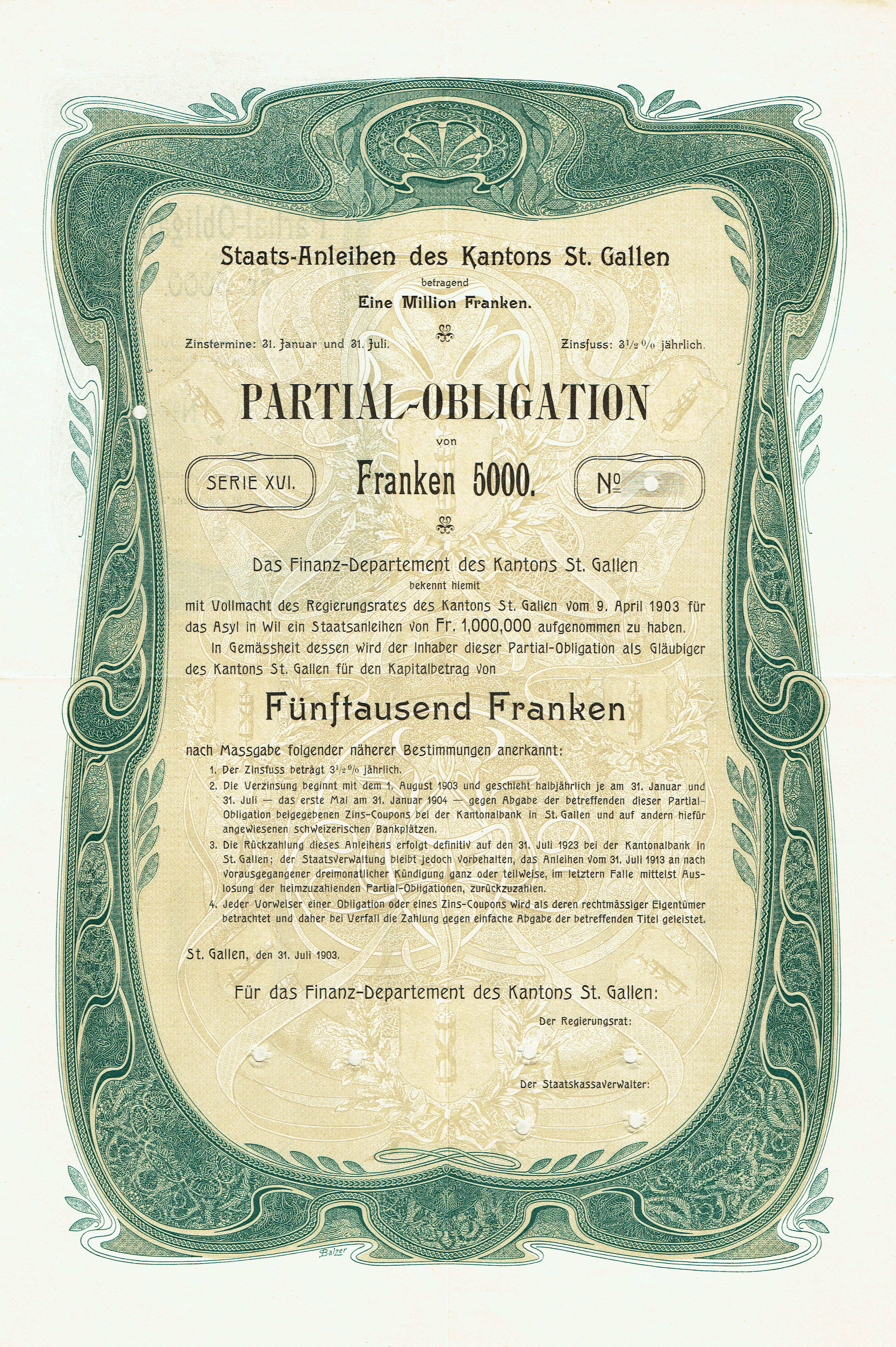
Anleihe über 5000 Franken des Kantons St. Gallen vom 31. Juli 1903

Die vierte, sog. «Friedensverfassung» des Kantons St. Gallen von 1861 brachte als wesentliche Änderungen ein neues Wahlsystem (Wahlkreis ist die politische, nicht mehr die Bezirksgemeinde), Aufhebung der konfessionalen Parität bei der Bestellung der Behörden und die völlige Autonomie der kirchlichen Organe in ihren inneren Angelegenheiten. Das Schulwesen wurde einem überkonfessionellen gemeinsamen Erziehungsrat unterstellt und die Schaffung einer staatlichen Kantonsschule beschlossen. Der Kleine Rat wurde in Regierungsrat umbenannt.
1862 anerkannte der Grosse Rat die konfessionellen Organisationen, welche sich der evangelische und der katholische Kantonsteil entsprechend der neuen Verfassung gegeben hatten. Der Parteienkampf ging jedoch weiter, unter anderem um die Kantonsschule (1865 eröffnet), die Frage der Beurkundung des Zivilstands, die Kantonalbank usw. Dass der Kulturkampf der 1870er Jahre in St. Gallen mit Leidenschaft geführt wurde, ergab sich schon aus der Tradition dieses Staates. Der Bischof von St. Gallen, Karl Greith, trug durch seine kämpferische Haltung zu einer zusätzlichen Verschärfung wesentlich bei.
Die Demokraten trennten sich nach 1880 von den Liberalen über dem Streit zwischen Repräsentativsystem und Volksdemokratie. Den Anstoss für eine demokratische Verfassungsrevision gab eine demokratische Parteiversammlung 1888 in Wil, welche ausser den älteren demokratischen Forderungen wie obligatorisches Gesetzesreferendum, Volksinitiative, Volkswahl der Regierungs- und Ständeräte auch als neue Forderungen das obligatorische Finanzreferendum, das proportionale Wahlverfahren, Schwurgerichte und eine entschiedenere Sozialpolitik verlangte.
So weit ging aber der 1889 zusammentretende Verfassungsrat nicht. Die fünfte kantonale Verfassung von 1890 war ein Kompromiss zwischen dem Programm der Allianz zwischen den Demokraten und den Katholisch-Konservativen sowie dem Programm der Liberalen: Erweiterung der Volksrechte (Volksinitiative, Volkswahl der Regierung), Ausbau der Sozialpolitik und des bürgerlichen Schulwesens. Die Wahlen von 1891 ergaben zwar eine liberale Grossratsmehrheit, aber im Regierungsrat dominierte die konservativ-demokratische Allianz.
1892 schloss St. Gallen einen Staatsvertrag mit Österreich, um eine gemeinsam durchgeführte Rheinkorrektion zu verwirklichen
Während des Ersten Weltkrieges wurde der Kanton durch die Affäre um den st. gallischen Bundesrat Arthur Hoffmann 1917 schwer getroffen. Hoffmann musste auf starken Druck aus der Westschweiz zurücktreten. Nach dem Zusammenbruch Österreich-Ungarns wurde ein Anschluss des Vorarlbergs an die Schweiz erwogen und von St. Gallen stark unterstützt. Die Alliierten entschieden jedoch 1919 für einen Verbleib Vorarlbergs bei Österreich.

## Nach dem Ersten Weltkrieg
Die Textilindustrie war seit dem Beginn der Industrialisierung der grösste Wirtschaftszweig im Kanton St. Gallen. 1801 wurden in den Gebäuden des Klosters St. Gallen die ersten Spinnmaschinen aufgestellt und dadurch schon früh der Grundstein für die spätere Entwicklung gelegt. Die Ostschweiz hatte mit ihrer Textilindustrie einen wesentlichen Anteil am wirtschaftlichen Aufstieg der Schweiz. In St. Gallen lag der Schwerpunkt auf der Stickerei, die eine hohe Wertschöpfung verzeichnete und sehr viel Personal benötigte, da neben der maschinellen Stickerei in Fabriken auch die Handstickerei als Heimarbeit und in Kleinbetrieben überlebte. Ganze Landstriche, insbesondere das Obertoggenburg und Werdenberg waren ausschliesslich auf dieses Handwerk ausgerichtet. 1912 war die Stickerei der grösste Exportsektor der Schweiz. Rund 45 % der Beschäftigten im Kanton St. Gallen (ca. 60.000 Personen) arbeiteten in und um die Stickerei. Die grosse Nachfrage nach Stickereiprodukten entstand wegen der Frauenmode der Belle Epoche, die ganz auf die feine St. Galler Stickerei ausgerichtet war. Die Bedeutung der Stadt St. Gallen als internationale Modemetropole lässt sich bis heute an der monumentalen Hauptpost und am Bahnhofsgebäude der Stadt ablesen, die 1911–1915 kurz vor dem Ende der Hochkonjunktur gebaut wurden.
Der Erste Weltkrieg setzte dem Export von Luxuswaren wie der Stickereiartikel ein abruptes Ende. Dazu kamen die Veränderungen der Frauenmode und die weltweite Wirtschaftskrise. Bis 1930 verloren deshalb 55.000 Angestellte in der Stickerei ihre Arbeit. Die starke Abhängigkeit von der Textilindustrie konnte nicht anderweitig kompensiert werden, weshalb über 50.000 Menschen den Kanton verlassen mussten, um anderweitig Arbeit zu finden. Die Bevölkerung des Kantons ging stark zurück und erst 1950 konnte die Bevölkerungszahl von 1910 wieder erreicht werden.
Die Frage des Proportionalwahlrechts, die bei der Ausarbeitung der fünften Verfassung noch aufgeschoben wurde, konnte nach mehreren Anläufen 1911 entschieden werden. Seither wurden die Sitze im Grossen Rat proportional nach Stimmenanteilen auf die Parteien verteilt, wodurch auch kleinere Bewegungen, etwa die Sozialdemokratische Partei, ins Parlament einziehen konnten.
Die anhaltende Wirtschaftskrise der Zwischenkriegszeit liess die Parteistreitigkeiten zwischen Liberalen und Konservativen in den Hintergrund treten. Dafür stand nun der Gegensatz zwischen dem «Bürgerblock» und der Sozialdemokratie im Mittelpunkt. Die Klassenkampfstimmung konnte erst durch das Friedensabkommen in der Metall- und Uhrenindustrie 1937 beigelegt werden. Während des Zweiten Weltkrieges war St. Gallen als Grenzkanton insbesondere mit der Flüchtlingsfrage konfrontiert. Das beispielhafte Verhalten des Polizeikommandanten Paul Grüninger, der durch Einsatz seiner Karriere wahrscheinlich tausende Menschenleben retten konnte, soll hier exemplarisch erwähnt werden. Grüninger wurde 1939 unehrenhaft entlassen und erst 1997 posthum rehabilitiert. Auch in der zweiten Hälfte des 20. Jahrhunderts erreichten mehrere Flüchtlingswellen den Kanton. Zunächst 1956 nach dem Ungarnaufstand, dann aus Tibet (1961), der Tschechoslowakei (1968), aus Chile (1973), Indochina (1979–1981), Polen (1982) und schliesslich Jugoslawien (nach 1985). Wurden diese Flüchtlinge zunächst noch sehr herzlich empfangen und ihre Arbeit bereitwillig angenommen, schlug die Stimmung in den 1980er Jahren allmählich um - «es kamen zu viele, und es kamen die Falschen». Als es etwa in Bronschhofen zu Protesten gegen die vorübergehende Umnutzung einer Armeeunterkunft als Durchgangslager für «Asylbewerber» kam, musste der Bund Truppen aufbieten, um die Flüchtlinge vor der Bevölkerung zu schützen.

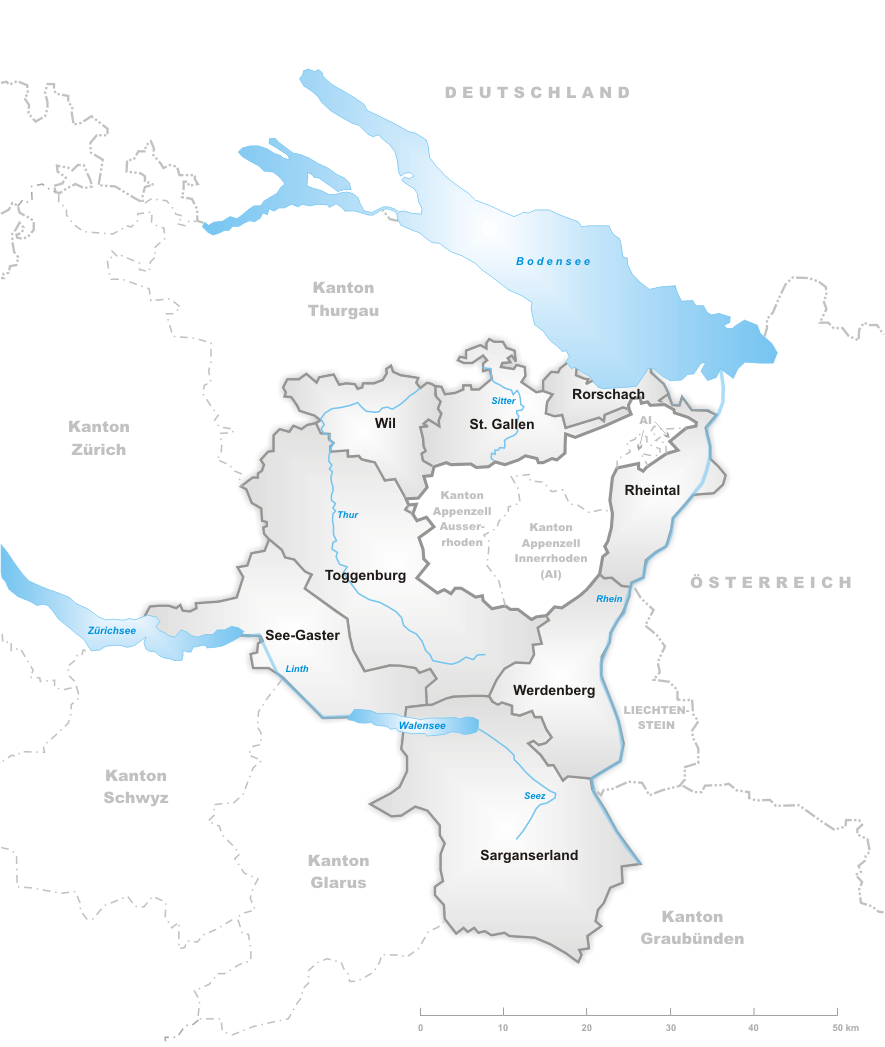
Wahlkreise des Kantons St. Gallen

Frauen erhielten im Jahr 1972 das kantonale Stimm- und Wahlrecht.
Die sechste Kantonsverfassung von 2001 brachte als wesentliche Neuerung die Abschaffung der Bezirke und die seit 2003 gültige Neueinteilung des Kantonsgebietes in acht Wahlkreise:
- St. Gallen
- Rorschach
- Rheintal
- Werdenberg
- Sarganserland
- See-Gaster
- Toggenburg
- Wil